# Аннетте Поульсен
Аннетте Поульсен (дан. Annette Poulsen, 29 липня 1969) — данська плавчиня.
Учасниця Олімпійських Ігор 1988, 1992 років.
Призерка Чемпіонату світу з водних видів спорту 1991 року.
Чемпіонка Європи з водних видів спорту 1991 року.